# Susanna Barranco
Susanna Barranco es una actriz, directora y productora catalana. Es una creadora multidisciplinar que trabaja desde diferentes ámbitos artísticos y culturales.

## Trayectoria artística
Los proyectos de la directora proponen utilizar el arte como una herramienta de acción e impacto social desde una perspectiva feminista.

Algunas de sus creaciones son:
- Ferides (2009): sobre la violencia machista.[4]
- Buits (2011): sobre la violencia de género desde la perspectiva de los agresores.[5]
- Caure del niu (2015): sobre la inmigración.[6]
- El silenci del Jonc (2015): sobre la diversidad funcional.[7]
- Teresa Rebull, Ànima desterrada (2016): sobre la artista catalana Teresa Rebull y el exilio.[8]
- Nues (2017): sobre la prostitución.[9]
- Accions de resistència (2018): sobre las problemáticas del mercado desde una visión distópica.[10]
- Amb el cor al genoll (2018): sobre el día a día de la bailarina Sol Picó.[11]
- Red Room (2019): espectáculo interdisciplinario sobre la prostitución.[12]
- Breathe (en proceso):[13] sobre las vivencia de las internas de la prisión Brians 1.[14]
- Forasters vindran (en proceso):[15] proyecto de investigación sobre la migración.[16]

Además de crear sus propias obras, también ha participado en proyectos en algunos de los teatros más conocidos de Cataluña, como el Teatre Lliure.

## Reconocimientos
- Premio BBVA de Teatro 2020 por Accions de resitència.[17][18]
- Premio al Retrato de una Generación Choreoscope 2019 por Amb el cor al genoll.[19]
- Mención especial VI Premio Josep Mª Planes del Colegio de Periodistas de Catalunya 2018 por Nues.[20]
- Mención especial Premio del Consejo Municipal de Bienestar Social en los Medios de Comunicación 2017 por Caure del niu.[21]
- Premio Civismo de Departamento de Bienestar Social y Familia 2013 por El silenci del Jonc.[22]